# Zale atrisquamata
Zale atrisquamata là một loài bướm đêm trong họ Erebidae.